# 春田镇核电站

蒙哥马利·伯恩斯的「春田镇核电站」

春田镇核电站是动画片《辛普森一家》中出现的虚拟地名。它的厂主是貪婪的蒙哥马利·伯恩斯。这座核电站垄断春田市的能源来源。因为老闆不計後果與管理鬆散混乱，它经常发生工安等事故，引發抗議，并由於有毒物質及放射性污染空氣與附近环境，不但腐蝕人員工作服，還導致老鼠大逃亡，河流中甚至出现因物種突變而成为这个镇子标志的「三眼鱼」（臺灣俗稱秘雕魚）。
经常提到的核电站人员：
| 所有者       | 蒙哥马利·伯恩斯         |
| 伯恩斯的助手 | 韦伦·史密瑟斯           |
| 安全检查员   | 荷马·辛普森             |
| 其他员工     | 卡尔·卡尔森 伦尼·伦纳德 |